# Близнята (будинок)
«Близнята» — пам'ятка житлового будівництва по вулиці Медовій, 1-3 у Кременці на Волині (нині районний центр у Тернопільській області), збудована у XVIII столітті. Перебудовувалася. Пам'ятка архітектури національного значення (охоронні номери 671/1, 671/2).
Поєднує в собі два будинки, накриті двоспадовими дахами, що мають спільну внутрішню стіну. Співвідношення довшої і коротшої сторін обидвох будинків (10×20 м) дорівнює структурі українських кам'яниць 16-17 століть.
Нині — двоповерховий будинок. Перекриття у пивницях склепінчасте, планування залишилося колишнє. Помешкання неодноразово переплановувалися. Первісний декор екстер'єру повністю не зберігся. Нині кути будинку прикрашено рустуванням, щипці увінчано бароковими вазонами, вікна — замками. Південний ріг будинку підтримує контрфорс.

### Історія будівництва
Будівлі, які отримали назву "Близнята", були зведені на початку XX століття. Вони мають типову для того часу архітектуру, що поєднує елементи класицизму та сецесії. Такі архітектурні рішення були популярні у містах Волині, зокрема у Кременці, який на той час був важливим культурним і освітнім центром.
Ймовірно, будинки належали заможним міщанам або місцевій інтелігенції, що підтверджує висока якість будівельних матеріалів і декоративних елементів, використаних при зведенні цих споруд.

### Архітектурні особливості
Будинки "Близнята" є прикладом симетричної архітектури: дві окремі будівлі, які мають дзеркальне розташування відносно одна одної. Характерними для цих будинків є:
- Фасадна симетрія: Вікна та двері обох будівель розташовані в однаковому порядку, що створює враження цілісності ансамблю.
- Декоративні елементи: Будинки прикрашені архітектурними деталями, такими як ліпнина, карнизи та елегантні віконні обрамлення.
- Дахи: Будівлі мають схожі дахи з гострими кутами, що надає їм додаткової виразності.

### Сучасність
Будинки "Близнята" є важливою частиною історичної спадщини Кременця. Вони привертають увагу туристів, а також дослідників архітектури, які цікавляться житловими будівлями початку XX століття.

## Галерея

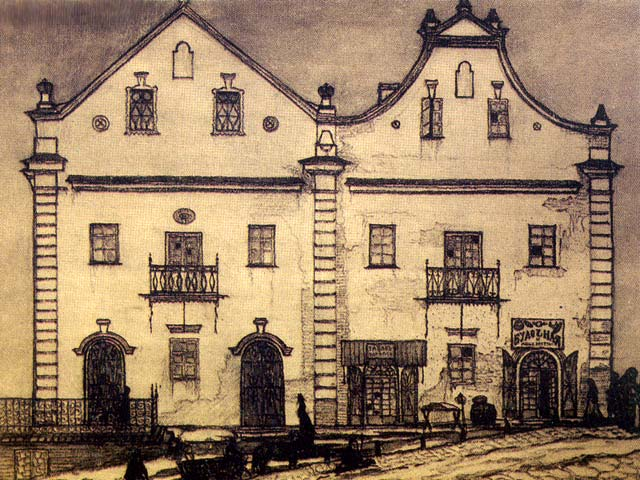
Георгій Лукомський. Близнята в Кременці
Вигляд «Близнюків» з колишньої ринкової площі
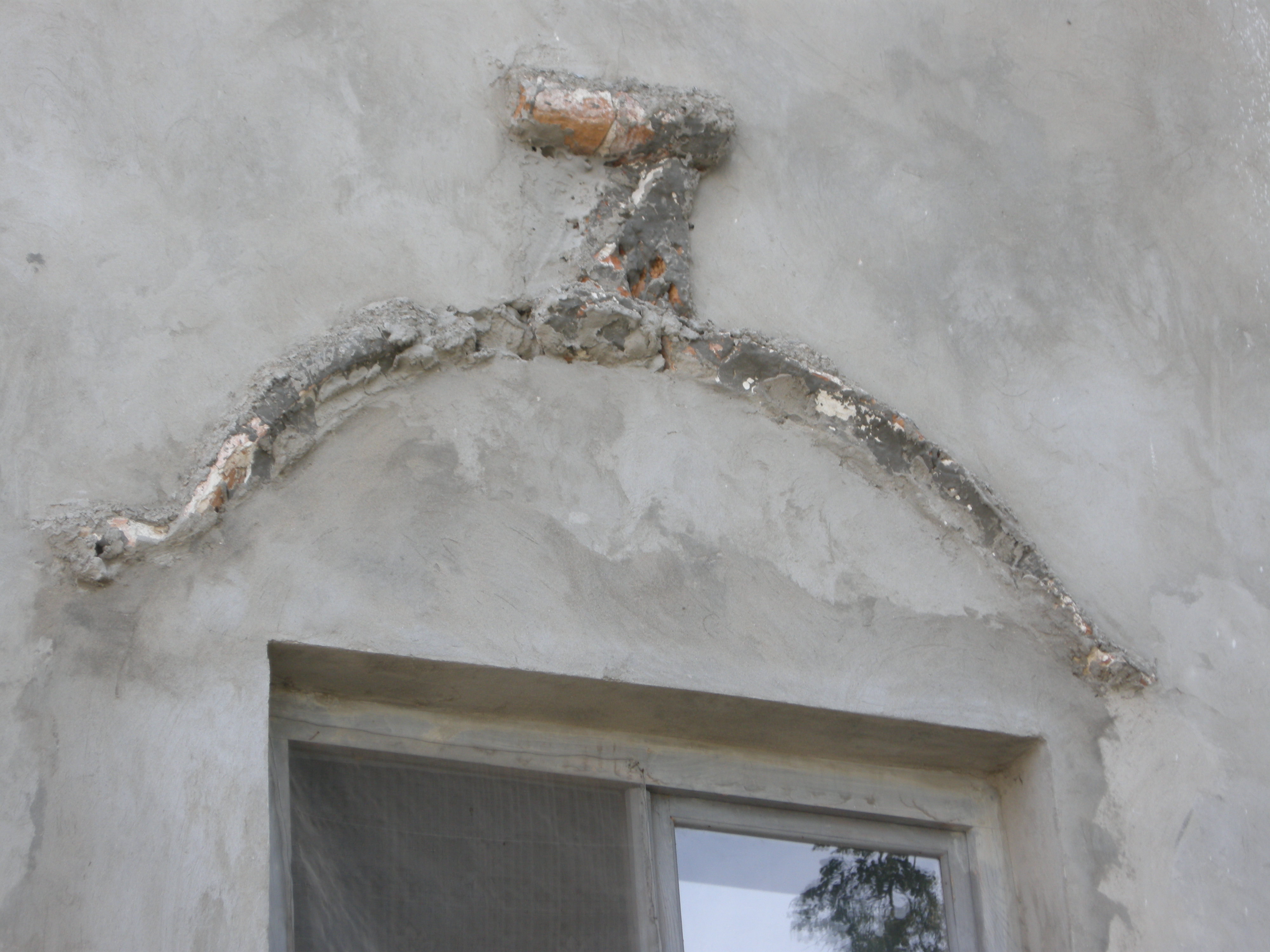
Архітектурний елемент
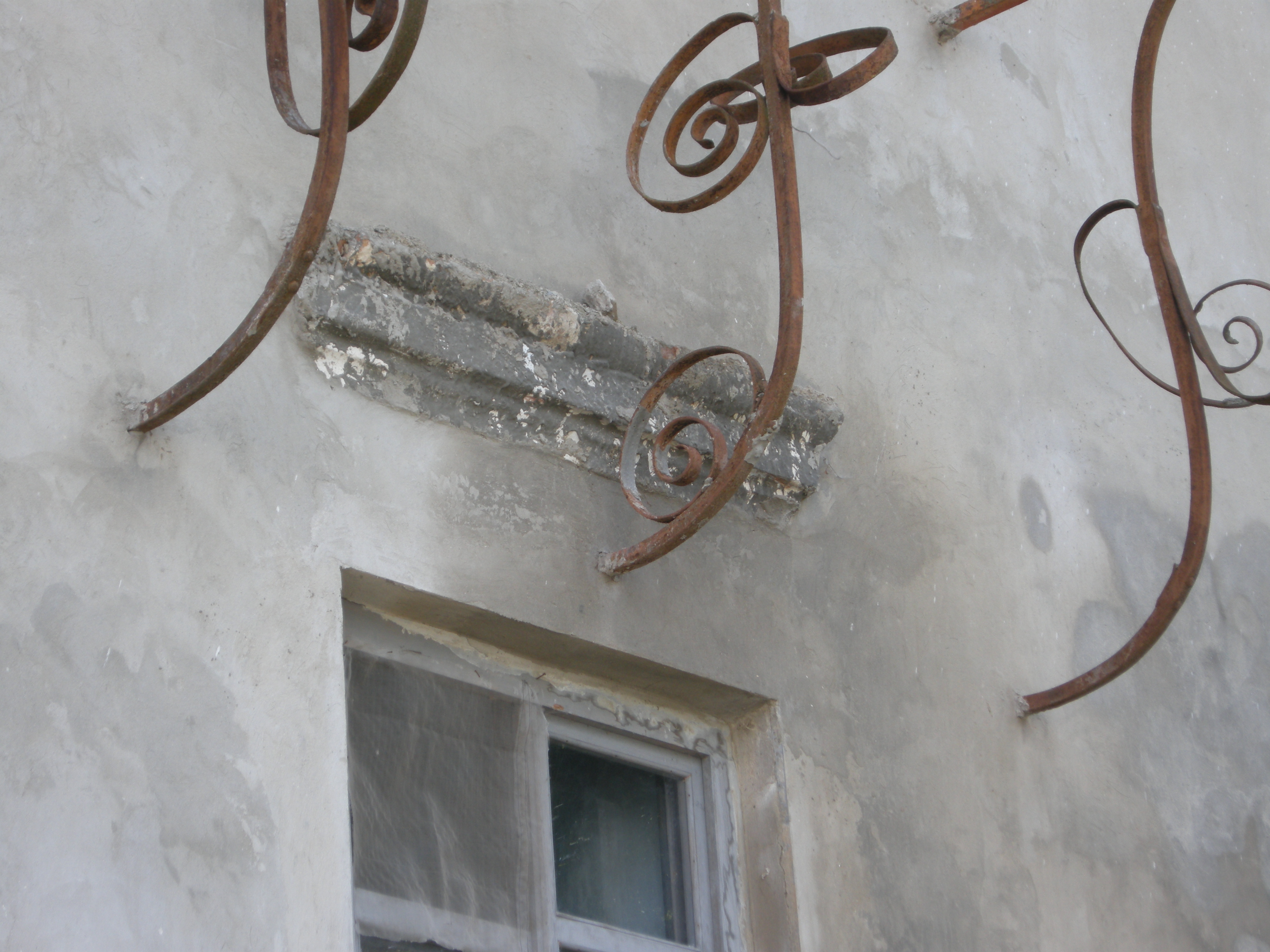
Сандрик прямий
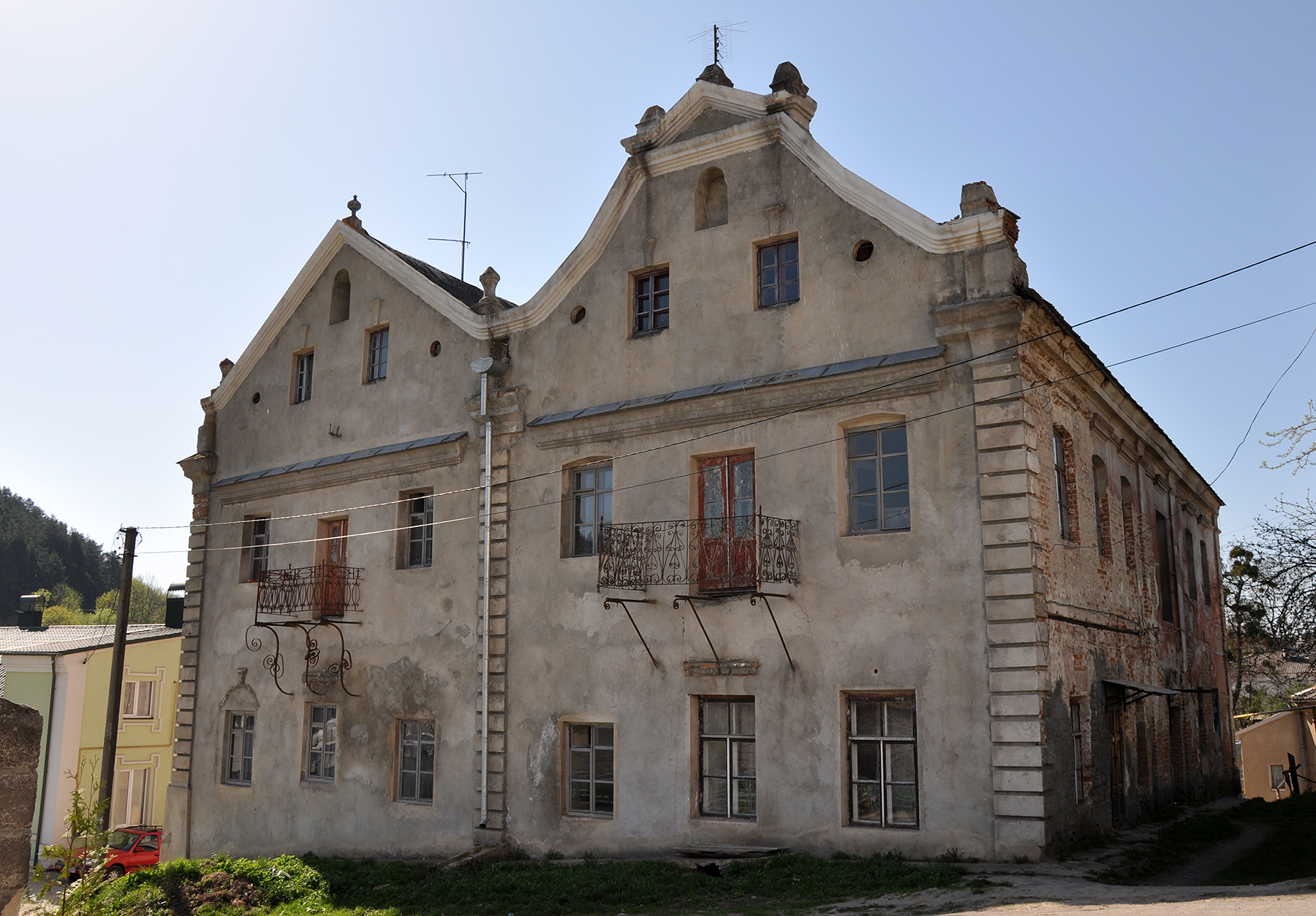
Будинки-близнята, весна 2012